# Giovanni Cattaneo (politico)
Giovanni Cattaneo (Milano, 20 novembre 1865 – Arcisate, 3 dicembre 1944) è stato un militare e politico italiano.

## Biografia
Ammesso in accademia nel 1883, è sottotenente nello Stato maggiore del genio nel 1885, tenente nel 4º reggimento del Genio militare nel 1888. Avendo inizialmente concorso all'ammissione in Accademia navale, ed avendo frequentato i corsi preliminari per la carriera in marina, nel 1890 è collocato a disposizione del ministero della marina, al comando superiore del genio per l'allestimento bellico dei bastimenti navali. Viene successivamente destinato alla direzione territoriale del genio di Bologna. Promosso capitano nel 1895, è assegnato alla direzione del genio di Roma e alla divisione territoriale militare di Milano, è nominato comandante della divisione di Milano e del 2º reggimento genio zappatori. Tra il 1905 e il 1910, promosso nel frattempo maggiore, è commissario militare per le strade ferrate. All'ingresso dell'Italia nella prima guerra mondiale è colonnello e capo dello Stato maggiore del 3º corpo d'armata, dove si occupa dell'organizzazione del Genio ferrovieri e dei piani per lo sfruttamento delle vie d'acqua. Promosso tenente generale ha comandato la piazza militare di Gorizia fino alla cessazione delle ostilità. Dal 1919 al 1923, anno in cui viene messo a riposo col grado di generale di corpo d'armata, è a disposizione per le ispezioni e comandante dei corpi d'armata di Verona e Bologna.